# 오버로드 (소설)
오버로드(オーバーロード)는 마루야마 구가네가 집필한 라이트 노벨이다. 게임 위그드라실이 서비스를 종료하자 주인공 모몬가는 길드 아지트 '나자릭 지하대분묘'와 살아서 움직이게 된 NPC들과 함께 이세계에 전이된다. 2017년에 이 라이트 노벨이 대단해! 작품 부분 1위를 수상했다. 애니메이션으로도 제작되었는데, 2015년 7월 7일에 1기가 처음 방영되었다. 현재는 2018년에 방영한 3기까지 제작되었으며 4기는 2022년 7월부터 방영될 예정이다.